# Илия Дюрхамер
Илия Дюрхамер (на немски: Ilija Dürhammer) е австрийски писател, литературовед и културен историк от български произход.

## Биография
Илия Дюрхамер е роден на 12 март 1969 г. във Виена. Дядо му по майчина линия е български търговец от Троянския балкан, емигрирал по-късно в Австрия. Дюрхамер има докторска степен по немска филология в комбинация с музикознание и театрознание, история и класическа филология от Виенския университет. Бил е научен сътрудник към университета в Тюбинген, асистент в Университета за приложни изкуства във Виена, лектор към катедрата за германистика и скандинавистика в Софийския университет „Св. Климент Охридски“. Учител по немски език и история в гимназията на Обершютцен, Бургенланд.
Дюрхамер е куратор на изложби и автор на многобройни публикации по литературни и културно-исторически теми. Заедно с това той пише романи, проза и лирика.